# Decticryptis deletana
Decticryptis deletana là một loài bướm đêm trong họ Noctuidae.